# Estación de Járkov
La Estación de Járkov (en ucraniano: Харків-Пасажирський) es la principal estación de ferrocarril de Járkov, Ucrania. Fue inaugurada en 1869 y conecta a Járkov con las principales ciudades de Ucrania y otras capitales europeas próximas. También dispone de conexión con el sistema de metro de la ciudad.

## Historia
La primera estación en el territorio de Járkov fue construida en 1869 por el famoso arquitecto ruso Andrei Ton. Sin embargo, con el desarrollo de los ferrocarriles (especialmente después de la apertura de la carretera a Balashov en 1895) en 1896-1901, la estación fue ampliada y modernizada por el arquitecto I. Zagoskin, completado por el arquitecto J. Caune y se convirtió en una de las más grandes en el Imperio ruso.

## Destinos
- Moscú — Kostiantynivka (sin servicio a Donetsk desde 2014)
- Moscú — Dnipropetrovsk
- Moscú — Járkov
- Járkov — Odessa
- Járkov — Kiev
- Moscú — Krivói Rog
- Járkov — Novooleksiivka (Óblast de Zaporizhia) (sin servicio a Simferopol desde 2014)
- Járkov — Kremenchuk
- Astaná — Kiev
- Járkov — Lviv
- Kiev — Luhansk (sin servicio desde 2014)
- Járkov — Novooleksiivka (Óblast de Zaporizhia) (sin servicio a Yevpatoria desde 2014)
- Járkov — Mariupol
- Járkov — Bakú
- Járkov — Jersón
- Járkov — Baranovichi
- Járkov — Odessa
- Járkov — Berdiansk
- Járkov — Svatovo
- Járkov — Belgorod

## Imágenes

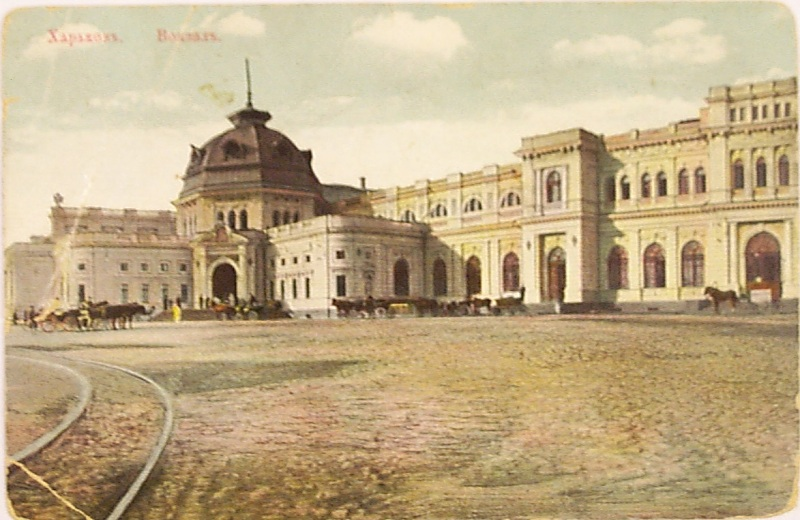
La estación antes de 1917
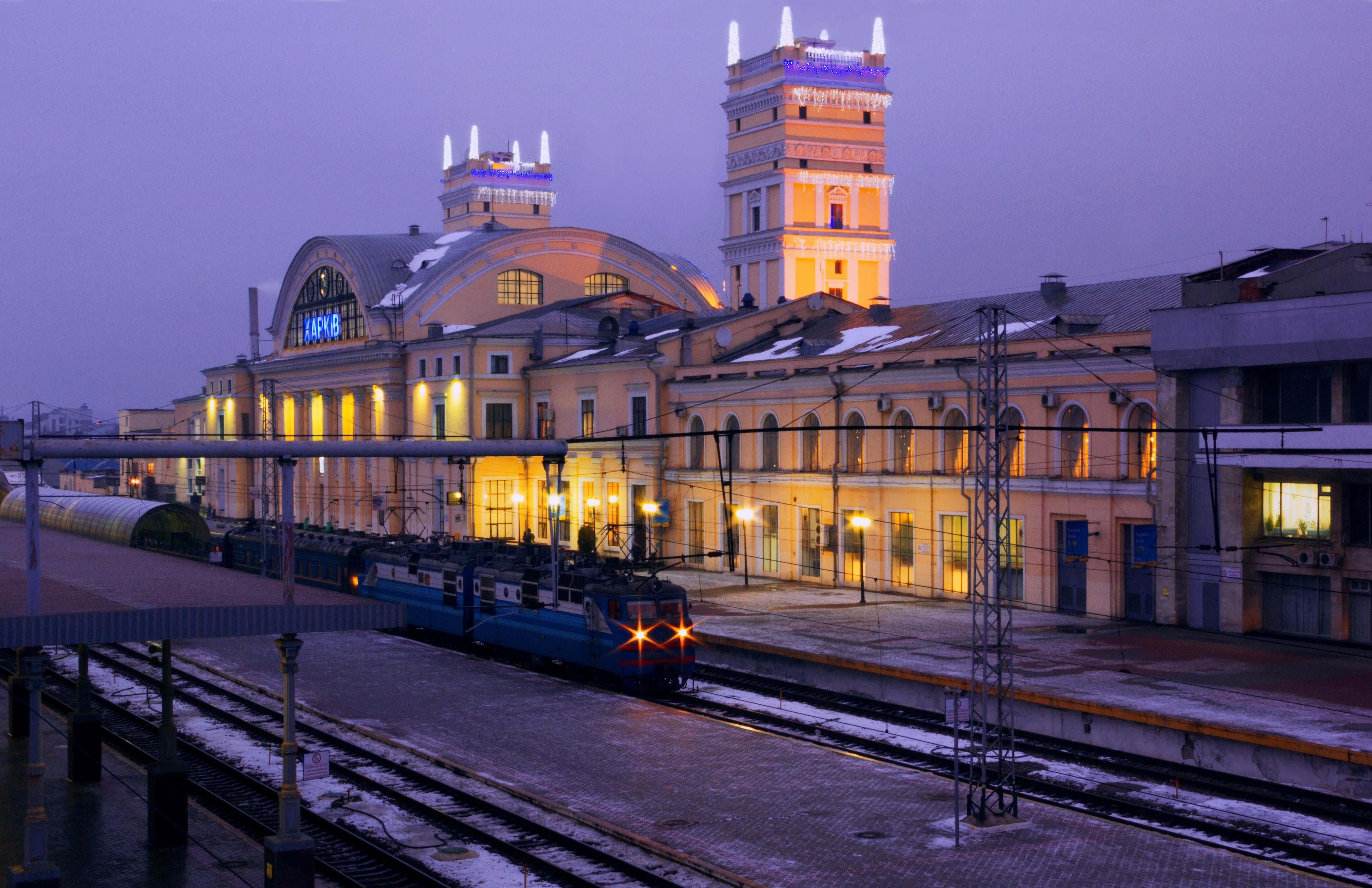
Vista de la estación desde los andenes